# Lithophane mouterdei
Lithophane mouterdei là một loài bướm đêm trong họ Noctuidae.